# Carl Wieman
Carl Edwin Wieman (Corvallis, Oregon, 26 de març de 1951) és un físic i professor universitari estatunidenc guardonat amb el Premi Nobel de Física l'any 2001.

## Biografia
Va estudiar física a l'Institut Tecnològic de Massachusetts, on es va llicenciar el 1973, i posteriorment realitzà el seu doctorat a la Universitat Stanford, aconseguint-lo l'any 1977. Des de 1987 és professor de física a la Universitat de Colorado.

## Recerca científica
L'any 1995, al costat d'Eric Allin Cornell, fou el primer a sintetitzar el condensat de Bose-Einstein. Aquest condensat fou descrit el 1924 per Satyendra Nath Bose i Albert Einstein i suposava l'existència d'un nou estat de la matèria a més del sòlid, líquid, gasós i el plasma.
L'any 2000 fou guardonat amb el Premi Nobel de Física, juntament amb Conell i Wolfgang Ketterle, pels seus treballs al voltant del Condensat de Bose-Einstein.